# Järvevana tee
La route de Järvevana (estonien : Järvevana tee) est une rue de Tallinn en Estonie.

## Présentation
La route de Järvevana est une rue qui traverse les quartiers de Kitseküla, Luite, Juhkentali et Ülemistejärve  de Kesklinn.
La route de Järvevana commence au carrefour d'Ülemiste et se termine à l'intersection avec la route de Pärnu.
La route de Järvevana est longue de 4 228 m.

## Lieux et monuments de la rue
| # | Image | Réf.                            |
| - | ----- | ------------------------------- |
|   |       | Ericsson                        |
| 2 |       | Circle K                        |
|   |       | Êchangeur Tehnika-Järvevana     |
|   |       | Parc Fahle.                     |
|   |       | Station d'épuration d'Ülemiste. |